# Boremel
Boremel (en ucraïnès: Боремель) és un poble de la província de Rivne, que s'estén al llarg d'un banc del riu Styr, a Ucraïna. La primera referència escrita que cita el poble és de l'any 1100. Boremel va passar a formar part de la Ucraïna soviètica a partir 17 de setembre del 1937, a causa del Pacte Mólotov-Ribbentrop.

## Segona Guerra Mundial
Els alemanys van ocupar Boremel el 25 de juny de 1941, i van ordenar la confiscació béns i propietats dels jueus locals. Les autoritats alemanyes van ordenar l'establiment d'un Consell Jueu (Judenrat), format per set homes i una unitat de policia. El 1942 els nazis van establir un gueto, i el mateix any la major part dels seus habitants van ser assassinats a la riva del riu Styr.